# 金丸井堰
金丸井堰（かねまるいせき）は、1871年（明治4年）に旧佐土原藩士で事業家の金丸惣八により創設された灌漑用井堰。現在までに3回の改修を経ながら、1,006haを潤しており、宮崎県内最大級の受益面積を有する。（新富町580ha、佐土原町376ha、西都市50ha）

## 概要
一ツ瀬川下流の宮崎県新富町（左岸）と佐土原町（右岸）の水田1006haを潤す灌漑用井堰。西都市の唐栗瀬に設置されている。
創設は1871年（明治4年）である。旧佐土原藩士の金丸惣八が居村（現在の新富町柳瀬）に水田が少なく、自家飯米にも事欠く村人の窮状を憂い、水利開田を決意した。負担をしぶって難色を示す農民を説得し、寝食を忘れて工事に当たり、約4kmの水路を完成させて40haの水田を開いた。
さらに1879年（明治12年）には新田村の庄屋・松本覚兵衛が左岸の伊倉地区開田を企画した。家屋敷を抵当にした資金で着工、金丸井堰から水を引く隧道（372m）の難工事には、現地に小屋を立てて起居を共にし、幾多の辛酸を舐めながらも屈しなかった。
こうして伊倉用水路2800mがまず開通し、約40haの畑地が良田になった。この伊倉用水の成功で、水利はさらに旱魃に悩んでいた下流へと広がっていく。
県営工事で1895年（明治28年）に下新田地区、1898年（明治31年）には南富田地区に水路が延びていった。
その後も開田が進んで用水が不足し、1935年（昭和10年）と1960年（昭和35年）に大改修が行われ、左岸の幹線水路は述べ9772m、受益面積540haとなり、現在、新富土地改良区が管理運営している。
一方、右岸の佐土原・広瀬地区の水利も1959年（昭和34年）に完成した。1948年（昭和23年）の金丸井堰災害復旧工事で出てきた余剰水量を導水することにして着工、幹線水路は延1899m、河口の一ツ瀬干拓まで延びて事業面積は200haである。
左右両岸を含めた金丸堰土地改良区連合は、井堰近くに記念碑を建てて先覚の遺業を顕彰し、旧暦1月16日には金丸家の子孫を招いて記念祭を催し遺徳を偲んでいる。